# Rajd 1000 Miglia 2010
Rajd 1000 Miglia (34. Rally 1000 Miglia) – 34 edycja rajdu samochodowego Rajd 1000 Miglia rozgrywanego we Włoszech. Rozgrywany był od 22 do 24 kwietnia 2010 roku. Była to pierwsza runda Rajdowych Mistrzostw Europy w roku 2010 oraz pierwsza runda Rajdowych Mistrzostw Włoch. Składał się z 14 odcinków specjalnych.

## Klasyfikacja rajdu
| Miejsce | Miejsce | Miejsce | Kierowca           | Pilot             | Samochód                       | Czas      | Strata  |
| Gen.    | ITA     | ERC     | Kierowca           | Pilot             | Samochód                       | Czas      | Strata  |
| ------- | ------- | ------- | ------------------ | ----------------- | ------------------------------ | --------- | ------- |
| 1.      | 1.      |         | Paolo Andreucci    | Anna Andreussi    | Peugeot 207 S2000              | 2:58:39.0 | 0.0     |
| 2.      | 2.      | 1.      | Luca Rossetti      | Matteo Chiarcossi | Fiat Abarth Grande Punto S2000 | 2:59:23.6 | +44.6   |
| 3.      | 3.      | 2.      | Renato Travaglia   | Lorenzo Granai    | Peugeot 207 S2000              | 3:00:22.5 | +1:43.5 |
| 4.      | 4.      | 3.      | Elwis Chentre      | Erica Pogliano    | Peugeot 207 S2000              | 3:02:08.7 | +3:29.7 |
| 5.      | 5.      | 4.      | Giandomenico Basso | Mitia Dotta       | Fiat Abarth Grande Punto S2000 | 3:02:25.5 | +3:46.5 |
| 6.      | 6.      | 5.      | Alessandro Perico  | Fabrizio Carrara  | Peugeot 207 S2000              | 3:03:34.4 | +4:55.4 |
| 7.      | 7.      |         | Rudy Michelini     | Cristiana Biondi  | Peugeot 207 S2000              | 3:04:12.3 | +5:33.3 |
| 8.      |         | 6.      | Luca Betti         | Maurizio Barone   | Peugeot 207 S2000              | 3:00:45.4 | +6:08.6 |
| 9.      |         | 7.      | Corrado Fontana    | Renzo Casazza     | Peugeot 207 S2000              | 3:05:15.4 | +6:36.4 |
| 10.     | 8.      | 8.      | Jan Kopecký        | Petr Starý        | Škoda Fabia S2000              | 3:05:15.5 | +6:36.5 |